# Медаль «За труды по устройству военно-заводского населения»
«За труды по устройству военно-заводского населения» — медаль Российской империи, учреждённая в связи с проведением крестьянской реформы. Предназначалась для награждения чиновников, разрабатывавших положения об освобождении от обязательного труда поселян и рабочих военных заводов. Всего было отчеканено 38 серебряных и 30 золотых медалей. Носили медаль на Александровской ленте.

## Основные сведения
Учреждение медали «За труды по устройству военно-заводского населения» состоялось 17 апреля 1869 года по указу Александра II. Указ был сообщён министру финансов М. Х. Рейтерну военным министром Д. А. Милютиным. Медаль предназначалась для награждения лиц, принимавших участие в составлении и рассмотрении принятых в 1863—1867 годах Положений «об освобождении от обязательного труда и устройства быта поселян Охтенского порохового завода и оружейников-мастеровых и непременных работников Тульского, Ижевского и Сестрорецкого оружейных и Райволовского железоковательного заводов». Одним из пожалованных золотой медалью «За труды по устройству военно-заводского населения» был военный министр Д. А. Милютин (награждён 4 июня 1869 года).
С проведением крестьянской реформы было связано ещё несколько наград. Чиновников, участвовавших в подготовке и проведении реформ награждали также медалями «За труды по освобождению крестьян», «За труды по устройству крестьян в Царстве Польском» и «За труды по устройству удельных крестьян». Для Александра II была учреждена персональная медаль «19 февраля 1861 года».

## Описание медалей
Медали сделаны из золота или серебра. Диаметр 29 мм. Гурт гладкий. На лицевой стороне медалей в центре изображён портрет Александра II в профиль. Сверху по дуге вдоль бортика надпись: «БЛАГОДАРЮ». Внизу вдоль бортика по дуге даты выхода положений об освобождении от обязательного труда поселян и рабочих военных заводов: «1863 — 1867». Существует по крайней мере два разных варианта аверса, отличающихся ориентацией портрета императора — влево и вправо. На обрезе шеи портрета «правого варианта» есть подпись медальера — «Н. П.» — «Николай Прокофьев». На оборотной стороне медали горизонтально расположена надпись в пять строк:
ЗА ТРУДЫ
ПО УСТРОЙСТВУ
ВОЕННО -
ЗАВОДСКАГО
НАСЕЛЕНІЯ.
На Санкт-Петербургском монетном дворе в мае 1869 года было изготовлено 38 серебряных и 30 золотых медалей.

## Порядок ношения
Медаль имела ушко для крепления к колодке или ленте. Носить медаль следовало на груди. Лента медали — Александровская (красного цвета), то есть лента ордена Святого Александра Невского.
16 августа 1898 года император Николай II подписал указ, согласно которому право на ношение этих медалей становилось наследственным — старшие прямые потомки награждённых, исключительно по мужской линии, получили право на ношение всех медалей, учреждённых в связи с проведением крестьянской реформы. В случае, если прямых наследников не оставалось, медаль должна была оставаться на хранении у иных потомков этих лиц. Распоряжение это было связано с открытием памятника Александру II. В отдельном указе уточнялось, что потомки награждённых должны были носить медали на груди, правее медали «В память царствования императора Александра III».

## Указы
1. ↑  Полное собраніе законовъ Россійской Имперіи, собрание II. — СПб., 1869. — Т. 44/1. — С. 325. № 46 976
2. ↑  Полное собраніе законовъ Россійской Имперіи, собрание III. — СПб., 1898. — Т. 18/1. — С. 871—872. № 15 893
3. ↑  Полное собраніе законовъ Россійской Имперіи, собрание III. — СПб., 1898. — Т. 18/1. — С. 872. № 15 894